# 미국 제대군인부
미국 보훈부(美國 報勳部, United States Department of Veterans Affairs)는 재향군인들에 대한 복지와 관련된 업무를 하는 미국 정부의 행정기관이다. 1930년 6월 21일에 설립되었다.
2009년에는 약 876억 달러의 예산이 배정되어 약 28만명의 직원을 고용한 수백 군데의 제대 군인용 의료 시설, 진료소 및 급여 사무소를 가지고 있으며 제대 군인과 그 가족 및 유족에 대하여 제대 군인 급여 프로그램을 관리하는 책임을 진다.
제공되는 복리후생에는 장애 보상, 연금, 교육, 주택담보대출, 유족급여, 의료급여 등 매장급여가 포함된다.

## 같이 보기
- 대한민국 국가보훈부